# 裝甲擲彈兵團

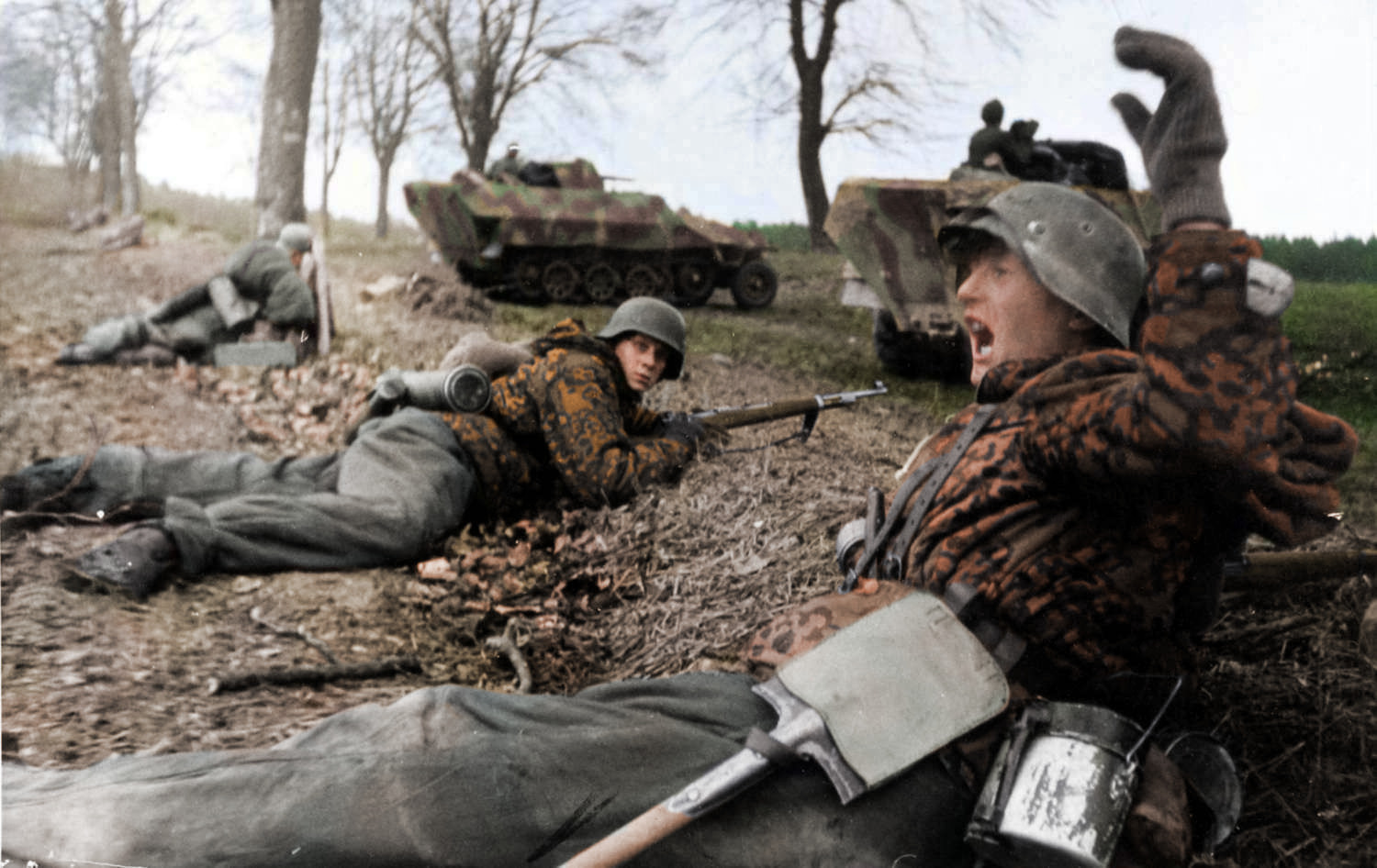
1945年春波美拉尼亚，战斗中的裝甲擲彈兵

裝甲擲彈兵團（德语：Panzergrenadier-Regiment）是第二次世界大战期間德國裝甲擲彈兵的團級部隊。

## 陸軍

### 1942年
1942年7月5日，為了鼓舞德軍步兵的士氣並延續普魯士軍隊的傳統，德國陸軍下令將裝甲師內的步槍團（Schützen-Regiment）改稱裝甲擲彈兵團（Panzergrenadier-Regiment）。  
1942年藍色方案之前德國陸軍裝甲師一覽表（只列出配備SdKfz 251步兵裝甲車的部隊）：
- 第1裝甲師：第1裝甲擲彈兵團第1連，113裝甲擲彈兵團第1營
- 第2裝甲師：第2裝甲擲彈兵團第1營，第304摩托化步鎗兵團第2連
- 第3裝甲師：第3裝甲擲彈兵團第1營，第394摩托化步鎗兵團第1連
- 第4裝甲師：第12裝甲擲彈兵團第1連
- 第5裝甲師：第14裝甲擲彈兵團的一個連
- 第6裝甲師：第114裝甲擲彈兵團第2營
- 第7裝甲師：第6裝甲擲彈兵團第1營
- 第8裝甲師：第8裝甲擲彈兵團第1營
- 第9裝甲師：第10裝甲擲彈兵團第1營
- 第10裝甲師：第69裝甲擲彈兵團第2營
- 第11裝甲師：第110裝甲擲彈兵團第1營的兩個連加戰防砲排
- 第12裝甲師：第5裝甲擲彈兵團第1連，25裝甲擲彈兵團第1連
- 第13裝甲師：第66裝甲擲彈兵團第1營
- 第14裝甲師：第103裝甲擲彈兵團第1營
- 第15裝甲師：沒有配備步兵裝甲車
- 第16裝甲師：第64裝甲擲彈兵團第1營的兩個連加戰防砲排
- 第17裝甲師：第40裝甲擲彈兵團第1營的兩個連加戰防砲排
- 第18裝甲師：第52裝甲擲彈兵團第1連
- 第19裝甲師：沒有配備步兵裝甲車
- 第20裝甲師：沒有配備步兵裝甲車
- 第21裝甲師：沒有配備步兵裝甲車
- 第22裝甲師：第129裝甲擲彈兵團第1連，第140裝甲擲彈兵團第2營
- 第23裝甲師：第126裝甲擲彈兵團第1營
- 第24裝甲師：第26裝甲擲彈兵團第1營的兩個連加戰防砲排

第15和21裝甲師的編裝與其他裝甲師不同，這兩個師只有一個裝甲擲彈兵團，底下有三個營，每個營四個連，外加一個步兵砲連及一個工兵連。照編裝表來看並沒有整個連編配步兵裝甲車，但是有零星的步兵裝甲車在團部，營部及重裝備連中使用。
在1942年成立的裝甲師之裝甲擲彈兵團：
- 第21裝甲師：第104裝甲擲彈兵團
- 第22裝甲師：第129，第140裝甲擲彈兵團
- 第23裝甲師：第126， 第128裝甲擲彈兵團
- 第24裝甲師：第21，26裝甲擲彈兵團
- 第25裝甲師：第146，第147裝甲擲彈兵團
- 第26裝甲師：第9，第67裝甲擲彈兵團（原第8裝甲師第9摩托化步槍兵團解編，另成立第28摩托化步槍兵團）
- 第27裝甲師：第140裝甲擲彈兵團（由第22裝甲師改編而成）

如果以藍色方案之前德軍24個裝甲師來計算，每個師有兩個摩托化步槍團，每個團兩個營，每個營四個連，總共有384個連，其中只有62個連是配備步兵裝甲車，佔總連數的16.8%。雖然比起1941年增加了將近三倍，不過仍有超過80%的裝甲擲彈兵都還是靠重型越野運兵車或是中型越野卡車進入戰場。

### 1943年

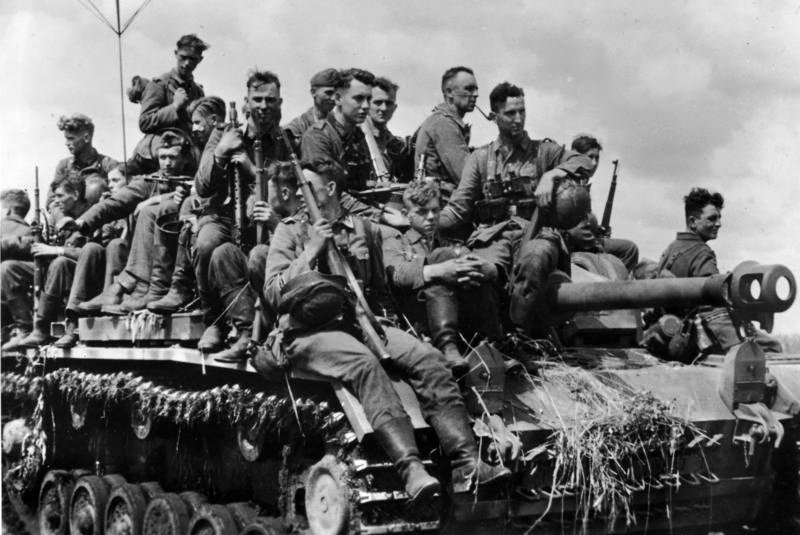
1943年7月，大德意志装甲擲彈兵师的士兵

史達林格勒與北非是德軍裝甲部隊的兩大挫敗。在史達林格勒和北非德軍各損失三個裝甲師，其中第10裝甲師再也沒有重建，因此第69及89裝甲擲彈兵團的番號就此消失。另外有兩個裝甲師解編，這時的變化如下： 
- 第14裝甲師：第103，108裝甲擲彈兵團（由第891裝甲擲彈兵團重建）
- 第16裝甲師：第64，79裝甲擲彈兵團（由第890裝甲擲彈兵團重建）
- 第24裝甲師：第21，26裝甲擲彈兵團
- 第22裝甲師：第129裝甲擲彈兵團併入第6裝甲師
- 第27裝甲師：第140裝甲擲彈兵團併入第7裝甲師
- 第10裝甲師：第69，89裝甲擲彈兵團解編
- 第15裝甲師：第115裝甲擲彈兵團（改編為第15裝甲擲彈兵師）
- 第21裝甲師：第104裝甲擲彈兵團（改編至第15裝甲擲彈兵師，之後成立第125，192裝甲擲彈兵團）

1943年2月28日，希特勒親自任命古德林上將重掌裝甲兵總監（Inspekteur der Panzertruppen）一職，原先的快速部隊（Schnelle Truppen）在4月1日正式解編，改以裝甲部隊（Panzer Truppen）取代。在所有的裝甲擲彈兵團當中，除了第24裝甲師的兩個團還保有騎兵的傳統兵科色之外，其餘都改用裝甲擲彈兵的兵科色。而裝甲擲彈兵的管轄權也由原先步兵總監的手中轉移到裝甲兵總監的手中，使得戰車部隊與裝甲擲彈兵部隊更加緊密結合在一起。 
1943年9月24日，德軍發佈43年裝甲師基本編裝，除了第21和挪威裝甲師之外一體通用，至此確立了德軍裝甲師的基本編裝。在這期間德軍在裝甲化裝甲擲彈兵營的編裝做了許多小的改良，大部分是著重在戰防武器的加強。由於前線部隊要求更大口徑的戰防砲來對付紅軍戰車，在還沒有實現之前有許多變通的作法，例如在排長的SdKfz251/10車上加裝戰防鎗，在裝甲化重裝備連的戰防排裡多加一個戰防鎗班（三挺戰防鎗），但是這些都無法達到前線部隊的要求，因此43年裝甲師基本編裝中在戰防武器方面又再加強。每個裝甲師有兩個團，兩個團各有兩個營，四個營當中只有一個營是裝甲化裝甲擲彈兵營，其他都是摩托化裝甲擲彈兵營。每個營四個連，其中一個是重裝備連。在團部直屬連對中包括第9連（自走重步兵砲連），第10連（工兵連），有些團還保有自走防空砲連。這時候每個裝甲化步槍兵連的編裝如下： 
- 連部：兩輛SdKfz250/3或SdKfz251/3指揮車，搭載連部人員
- 第1排：排部：一輛SdKfz251/10，搭載排部人員及一門3.7公分戰防砲，三個班：每班一輛SdKfz251/1，一個班12人(含駕駛兵及通訊兵)及三挺MG34/MG42輕機鎗
- 第2排及第3排： 同上
- 重裝備排：排部：一輛SdKfz251/3，搭載排部人員，兩個重機槍班，每班一輛SdKfz251/1，每個班有兩挺MG34/MG42重機槍，一個中迫砲班，每班兩輛SdKfz251/2，每輛搭載一門8公分中迫砲，一個榴彈砲班，每班兩輛SdKfz251/9，每輛搭載一門7.5公分榴彈砲
- 後勤補給車隊

裝甲化裝甲擲彈兵連的火力有四挺MG34/MG42重機鎗，兩門8公分重迫砲，兩門7.5公分榴彈砲，39挺MG34/MG42鎗機鎗及19輛各式SdKfz251。與1942年的裝甲化裝甲擲彈兵連最大的不同在增加了兩門7.5公分榴彈砲及更多的MG34/MG42輕機槍，這是因為幾乎所有的SdKfz251車上都有配備MG34/MG42輕機槍。而這時候摩托化裝甲擲彈兵連的火力有四MG34/MG42重機鎗，兩門8公分重迫砲，18挺MG34/MG42鎗機鎗，在輕機槍方面的差距是一倍以上。這時候裝甲化重裝備連的武器配備如下： 
- 連部：兩輛SdKfz250/3或SdKfz251/3指揮車，搭載連部人員
- 一個榴彈砲排：排部：一輛SdKfz251/3，三個榴彈砲班，每班兩輛SdKfz251/9，每輛搭載一門7.5公分榴彈砲
- 一個步兵砲排：排部：一輛SdKfz251/3，兩個步兵砲班，每班一輛SdKfz251/4牽引一門7.5公分輕步兵砲
- 戰防排：排部：一輛SdKfz251/1，三個戰防砲班，每班一輛SdKfz251/4牽引一門7.5公分戰防砲
- 後勤補給車隊

一個裝甲化重裝備連的火力有六門7.5公分榴彈砲，兩門7.5公分輕步兵砲，三門7.5公分戰防砲，21挺MG34/MG42輕機鎗及16輛各式SdKfz251。和1942年的裝甲化重裝備連比較起來的話少了兩門7.5公分輕步兵砲，但多了六門7.5公分榴彈砲，以7.5公分戰防砲取代原有的五公分戰防砲。這六輛SdKfz251/9無疑是寶貴的火力支援武器，因為不像7.5公分輕步兵砲需要下車架砲，這六輛SdKfz251/9可以直接對目標進行射擊及變換射擊陣地。這時的摩托化重裝備連，在火力方面仍保有一個戰防排三門7.5公分戰防砲，兩個重迫砲排，每個排兩門12公分重迫砲，由SdKfz10半履帶牽引車來牽引。很明顯的，德軍是要用機動力更強（SdKfz251/9）或是火力更強（12公分重迫砲）來取代原有的7.5公分輕步兵砲。 
依照43年裝甲師基本編裝改編的裝甲擲彈兵團：
- 第1裝甲師：第1裝甲擲彈兵團第1營
- 第2裝甲師：第2裝甲擲彈兵團第1營
- 第3裝甲師：第3裝甲擲彈兵團第1營
- 第4裝甲師：第12裝甲擲彈兵團第1營
- 第5裝甲師：第13裝甲擲彈兵團第1營
- 第6裝甲師：第4裝甲擲彈兵團第1營
- 第7裝甲師：第6裝甲擲彈兵團第1營
- 第8裝甲師：第8裝甲擲彈兵團第1營
- 第9裝甲師：第10裝甲擲彈兵團第1營
- 第11裝甲師：第110裝甲擲彈兵團第1營
- 第12裝甲師：第5裝甲擲彈兵團第1營
- 第13裝甲師：第66裝甲擲彈兵團第1營
- 第14裝甲師：第103裝甲擲彈兵團第1營
- 第16裝甲師：第64裝甲擲彈兵團第1營
- 第17裝甲師：第40裝甲擲彈兵團第1營
- 第19裝甲師：第73裝甲擲彈兵團第1營
- 第20裝甲師：第59裝甲擲彈兵團第1營
- 第23裝甲師：第126裝甲擲彈兵團第1營
- 第24裝甲師：第21裝甲擲彈兵團第1營
- 第25裝甲師：第146裝甲擲彈兵團第1營
- 第26裝甲師：第9裝甲擲彈兵團第1營

其中第18裝甲師改編為第18砲兵師（原第101裝甲擲彈兵團改編為步兵團），第21裝甲師的第125，192裝甲擲彈兵團各一個營編配由法軍半履帶運兵車所改裝之步兵裝甲車。
1943年11月1日德軍發佈新的裝甲化裝甲擲彈兵連的編裝，這份編裝也是將來44年裝甲師基本編裝的過渡版本。 
- 連部：兩輛SdKfz251/3指揮車，搭載連部人員
- 戰防班：一輛SdKfz251/17，每輛搭載一門兩公分機砲，兩門8.8公分戰防火箭砲
- 第1排：排部：一輛SdKfz251/17，搭載排部人員及一門兩公分機砲，三個班：每班一輛SdKfz251/1，一個班10人(含駕駛兵及通訊兵)，三挺MG34/MG42輕機鎗
- 第2排及第3排： 同上
- 重裝備排：排部：一輛SdKfz251/10，搭載排部人員及一門3.7公分戰防砲，兩個重機槍班，每班一輛SdKfz251/17，每量搭載一門兩公分機砲，兩挺MG34/MG42重機槍，一個中迫砲班，每班兩輛SdKfz251/2，每輛搭載一門8公分中迫砲，一個榴彈砲班，每班兩輛SdKfz251/9，每輛搭載一門7.5公分榴彈砲
- 後勤補給車隊

裝甲化裝甲擲彈兵連的火力有六門兩公分機砲，兩門8.8公分戰防火箭砲，四挺MG34/MG42重機鎗，兩門8公分重迫砲，兩門7.5公分榴彈砲，一門3.7公分戰防砲，30挺MG34/MG42輕機鎗及22輛各式SdKfz251。與1943年的裝甲化裝甲擲彈兵連最大的不同在增加了六輛搭載有兩公分機砲的SdKfz251/17，而3.7公分戰防砲則被8.8公分戰防火箭砲所取代。德軍意圖要用火力更強大的兩公分機砲來取代輕重機鎗，當然這也反映了德軍喪失制空權之後不得不加強地面部隊防空火力的窘境。而單兵戰防武器也取代了過時的3.7公分戰防砲。而這時候摩托化裝甲擲彈兵連的火力有四門MG34/MG42重機鎗，兩門8公分重迫砲，兩門8.8公分戰防火箭砲及18挺MG34/MG42鎗機鎗。 
然而這個編裝真的有辦法落實嗎？首先是SdKfz251/17這款車，在1943年德國空軍曾經發展這款防空車輛，試圖將整座Flak38兩公分防空砲架在SdKfz251C的後車箱上，因此後車廂的裝甲需要大幅的改造，不僅費時花錢，也讓車輛過重，最後完成了10輛SdKfz251/17，及兩輛SdKfz251/17指揮車，撥交給戈林裝甲師的防空砲團第10連使用。這款車並沒有進入量產，之後因為前線對自走防空火砲的需求，將KWK38兩公分機砲的砲身加裝一個簡易型的迴旋砲塔，安置在SdKfz251D的後車廂上，成為第2款的SdKfz251/17，這款車的產量為211輛，如果以一個裝甲化裝甲擲彈兵連六輛車來計算只能編配35個連，以一個營三個裝甲化裝甲擲彈兵連來計算，只能編配11個營，因此並非所有裝甲師都能適用這種編裝。另一個疑問是重機鎗班搭乘一輛SdKfz251/17，有那麼大的空間嗎？這兩挺重機鎗勢必無法架在車上射擊，因為空間已被兩公分機砲所佔用，因此這兩挺重機鎗是要下車架設射擊。而人員方面應該是互相重疊的，也就是說有一個重機鎗組要協助操作兩公分機砲。另一個問題是每個班只剩下10人，除掉駕駛兵和通訊兵不下車作戰之外，可以下車作戰的人數減少了，這是1943/1944年以後德軍所遇到的問題，人力減少了，但是要維持以往一樣的火力，甚至是更強的火力，因此像兩公分機砲這種自動化武器便紛紛出爐，而裝甲化裝甲擲彈兵成為戰場上火力支援的提供者。
1943年底到1944年6月之間這段時期可說是德軍裝甲師的裝甲化裝甲擲彈兵的全盛時期，拜43年裝甲師基本編裝所賜，所有德軍裝甲師都有一個完整的裝甲化裝甲擲彈兵營，而其火力與機動力也是前所未有的。當然古德林上將對這樣的情況仍舊是不滿意，因為他寧可保有幾個戰力超強的全裝甲化裝甲師，也不希望養一大堆半調子的半裝甲化裝甲師，因為那將使戰力減半，卻讓後勤負擔增加一倍。不過礙於現實，這已經是德軍裝甲師最好的狀態了。

### 1944年
1944年初德軍又成立兩個新的裝甲師：
- 裝甲教導師：第901，902裝甲擲彈兵團
- 第116裝甲師：第60，156裝甲擲彈兵團

其中裝甲教導師的兩個團是完全配備步兵裝甲車，保有四個裝甲化裝甲擲彈兵營，是名副其實的裝甲擲彈兵。第116裝甲師的第60裝甲擲彈兵團第1營則為裝甲化裝甲擲彈兵營。如果以1944年6月前德軍24個裝甲師來計算，每個師有兩個裝甲擲彈兵團，每個團兩個營，每個營四個連，總共有384個連，其中有112個連是配備步兵裝甲車（有8個連是配備法軍半履帶運兵車改裝的步兵裝甲車），佔總連數的29.2%。因此有3/4的裝甲擲彈兵要依靠重型越野運兵車或中型越野卡車進入戰場，而我們常說的四個營當中有一個營配備步兵裝甲車的情況也是到1943年底才達到這樣的狀況。  
1944年6月德軍在法國的裝甲師，不論是陸軍或是武裝党卫军的（除了第21裝甲師，武裝党卫军第10裝甲師外）大概是全德軍在大戰期間配備最好的裝甲師。 
1944年6月6日西線德軍裝甲師的裝甲化裝甲擲彈兵團：
- 第2裝甲師：第2，第304裝甲擲彈兵團第1營
- 第9裝甲師：第10裝甲擲彈兵團第1營
- 第11裝甲師：第110裝甲擲彈兵團第1營
- 第21裝甲師：第125，192裝甲擲彈兵團第1營
- 第116裝甲師：第60裝甲擲彈兵團第1營
- 裝甲教導師：第901，902裝甲擲彈兵團第1營及第2營

其中第2，第9及第11裝甲師是在1943年末到1944年初從東線調到西線重整，因此第2裝甲師擁有兩個裝甲化裝甲擲彈兵營。第21裝甲師的兩個裝甲化裝甲擲彈兵營是配備法軍半履帶運兵車改裝的步兵裝甲車，只能算是二線級的部隊。其中戰力最強的應該是屬裝甲教導師，擁有四個裝甲化裝甲擲彈兵營，火力及機動力都在其他部隊之上。
1944年6月22日，白俄羅斯，紅軍發動夏季攻勢，德軍中央集團軍應聲倒地。為了挽救當前的危機，希特勒下令成立小型，全裝甲化的44年裝甲旅（Panzer-Brigade 44），其主要戰鬥單位為一個豹式戰車營及一個裝甲化裝甲擲彈兵營。而這也是終戰前德軍最後一次大規模編配步兵裝甲車。 
1944年7月11日新編成的裝甲化裝甲擲彈兵營：
- 第101裝甲旅：第2101裝甲化裝甲擲彈兵營
- 第102裝甲旅：第2102裝甲化裝甲擲彈兵營
- 第103裝甲旅：第2103裝甲化裝甲擲彈兵營
- 第104裝甲旅：第2104裝甲化裝甲擲彈兵營

這四個營除了營部之外只有兩個裝甲化裝甲擲彈兵連，一個裝甲化重裝備連及一個摩托化補給連。其裝甲化裝甲擲彈兵連的編裝為： 
- 連部：兩輛SdKfz251/3指揮車，搭載連部人員
- 戰防班：一輛SdKfz251/17，每輛搭載一門兩公分機砲，兩門8.8公分戰防火箭砲
- 第1排：排部：一輛SdKfz251/17，搭載排部人員及一門兩公分機砲，三個班：每班一輛SdKfz251/1，一個班11人(含駕駛兵及通訊兵)，一挺MG42輕機鎗
- 第2排： 同上
- 第3排：一輛SdKfz251/17，搭載排部人員及一門兩公分機砲，三個班：每班一輛SdKfz251/1，一個班11人(含駕駛兵及通訊兵)，三挺MG34/MG42輕機鎗
- 重裝備排：排部：一輛SdKfz251/1，搭載排部人員，重機槍班，每班三輛SdKfz251/17，每量搭載一門兩公分機砲，一挺MG42重機槍，一個中迫砲班，每班兩輛SdKfz251/2，每輛搭載一門8公分中迫砲，一個榴彈砲班，每班兩輛SdKfz251/9，每輛搭載一門7.5公分榴彈砲

裝甲化裝甲擲彈兵連的火力有七門兩公分機砲，兩門8.8公分戰防火箭砲，三挺MG42重機鎗，兩門8公分重迫砲，兩門7.5公分榴彈砲，18挺MG42輕機鎗及23輛各式SdKfz251。與1943年的裝甲化裝甲擲彈兵連最大的不同在增加了一輛搭載有兩公分機砲的SdKfz251/17，然而輕機槍的數量卻減少了，另外後勤補給車隊也集中到營部的補給連。那是因為這個連的第1與第2排是所謂的突擊排，每個突擊班的班長及班兵都是使用StG44突擊步鎗，而每個班的輕機槍只剩下SdKfz251上的一挺。德軍意圖要用單兵自動武器來彌補火力及人員上的不足，並持續以火力更強大的兩公分機砲來取代輕重機鎗，而這也顯現出德軍在人員數量尚不足的窘境。其裝甲化重裝備連的編裝為： 
- 連部：一輛SdKfz251/3指揮車，一輛SdKfz251/11通訊車，搭載連部人員
- 一個榴彈砲排：排部：一輛SdKfz251/3，一輛dKfz251彈藥搬運車，三個榴彈砲班，每班兩輛SdKfz251/9，每輛搭載一門7.5公分榴彈砲
- 兩個重迫砲排：排部：一輛SdKfz251/1，兩個重迫砲砲班，每班兩輛SdKfz251/1牽引兩門12公分重迫砲，一個火箭砲班：每班兩輛SdKfz251/1搭載六枚火箭彈發射器

一個裝甲化重裝備連的火力有六門7.5公分榴彈砲，8門12公分重迫砲砲，24門火箭彈發射器，18挺MG34/MG42輕機鎗及20輛各式SdKfz251。和1943年的裝甲化重裝備連比較起來的話少了兩門7.5公分輕步兵砲及戰防砲，但多了8門12公分重迫砲，及24門火箭彈發射器。由於單兵戰防武器的使用，使的德軍將戰防砲集中到戰防連或戰防營，或是用驅逐戰車來取代戰防砲。而12公分重迫砲則是用來取代7.5公分輕步兵砲甚至15公分重步兵砲，也是這一型裝甲化裝甲擲彈兵營中最強的火力支援武器之一，然而其缺點是無法在車上射擊，需要下車架砲後射擊。另一種則是火箭彈發射器，可以同時發射六枚火箭彈，其缺點是射程較短，且無法精確瞄準。 
這四個營被認為戰力太弱，因為每個營只有三個連， 其中還有一個是裝甲化重裝備連。因此在1944年8月6日又重新編成六個裝甲旅。 
1944年8月6日第2波編成的裝甲化裝甲擲彈兵營： 
- 第105裝甲旅：第2105裝甲化裝甲擲彈兵營
- 第106裝甲旅：第2106裝甲化裝甲擲彈兵營
- 第107裝甲旅：第2107裝甲化裝甲擲彈兵營
- 第108裝甲旅：第2108裝甲化裝甲擲彈兵營
- 第109裝甲旅：第2109裝甲化裝甲擲彈兵營
- 第110裝甲旅：第2110裝甲化裝甲擲彈兵營

這六個營除了營部之外有六個連：兩個A型裝甲化裝甲擲彈兵連，一個B型裝甲化裝甲擲彈兵連，一個D型裝甲化裝甲擲彈兵連，一個裝甲化重裝備連及一個摩托化補給連。其A型裝甲化裝甲擲彈兵連的編裝為： 
- 連部：兩輛SdKfz251/3指揮車，搭載連部人員
- 第1排：排部：一輛SdKfz251/1，搭載排部人員，三個班：每班一輛SdKfz251/1，一個班11人（含駕駛兵及通訊兵），一挺MG42輕機鎗
- 第2排： 同上
- 防空砲排：三個班：每班兩輛SdKfz251/21，每輛搭載一門兩公分三連裝MG151機砲
- 重裝備排：排部：一輛SdKfz251/1，搭載排部人員，一個中迫砲班，每班兩輛SdKfz251/2，每輛搭載一門8公分中迫砲，一個榴彈砲班，每班兩輛SdKfz251/9，每輛搭載一門7.5公分榴彈砲

其B型裝甲化裝甲擲彈兵連的編裝為： 
- 連部：兩輛SdKfz251/3指揮車，搭載連部人員
- 第1排：排部：一輛SdKfz251/1，搭載排部人員，三個班：每班一輛SdKfz251/1，一個班11人（含駕駛兵及通訊兵），三挺MG42/MG34輕機鎗
- 第2排： 同上
- 兩個防空砲排：三個班：每班兩輛SdKfz251/21，每輛搭載一門兩公分三連裝MG151機砲

其中A型裝甲化裝甲擲彈兵連的兩個排是沿續之前突擊排的編裝，班長及班兵都配備StuG44，而第3排是裝甲化防空排，以海軍所開發之三連裝兩公分MG151機砲砲座搭載在SdKfz251D上的SdKfz251/21為主，這款步兵裝甲車也成為德軍在大戰中最有效的自走防空武器之一。A型裝甲化裝甲擲彈兵連的火力包括：11挺MG42輕機鎗（大部份都是車載輕機鎗），兩門8公分中迫砲，兩門7.5公分榴彈砲，六門三連裝兩公分MG151機砲及23輛各式SdKfz251步兵裝甲車。B型裝甲化裝甲擲彈兵連的兩個排是沿續傳統的裝甲化裝甲擲彈兵排，只是排長車是陽春型的SdKfz251/1。而第3排和第4排是裝甲化防空排，連重裝備排都給省略了。B型裝甲化裝甲擲彈兵連的火力包括：22挺MG42/MG34輕機鎗，12門三連裝兩公分MG151機砲及23輛各式SdKfz251步兵裝甲車。這兩型裝甲化裝甲擲彈兵連與先前編裝最顯著的差異在於完全沒有重機鎗的編裝，而以火力更強大的三連裝兩公分MG151機砲所取代。另一個差異是放棄了三個擲彈兵排及一個重裝備排的傳統編裝，只剩下兩個擲彈兵排和兩個火力支援排（重裝備排或防空排），這也反應出德軍人員的不足及對空武器的須求。 
其D型裝甲化裝甲擲彈兵連的編裝為： 
- 連部：兩輛SdKfz251/3指揮車，搭載連部人員
- 第1排：三個班：每班兩輛SdKfz251/21，每輛搭載一門兩公分三連裝MG151機砲
- 第2排和第3排： 同上

這個連就更誇張了，根本就是裝甲化防空砲連，總共有18三連裝兩公分MG151機砲及20輛各式SdKfz251步兵裝甲車。裝甲化重裝備連的編裝與先前的相同。 
這六個營雖然都有五個作戰連，不過真正的裝甲化裝甲擲彈兵連只有三個，每個連只有兩個裝甲化裝甲擲彈兵排，事實上只相當於以往兩個連的戰力，而其戰力缺口則由SdKfz251/21來填補。 
1944年9月4日又成立了三個裝甲擲彈兵團：
- 第111裝甲旅：第2111摩托化裝甲擲彈兵團
- 第112裝甲旅：第2112摩托化裝甲擲彈兵團
- 第113裝甲旅：第2113摩托化裝甲擲彈兵團

這三個團都是摩托化裝甲擲彈兵團，每個團有兩個營，每個營卻只有三個連，而且所編配的都是老舊或是擄獲的中型軍用卡車。 
從7月開始編成的裝甲旅在9月開始解編，大部份的裝甲旅都被編入裝甲師或是裝甲擲彈兵師當中。雖然全裝甲化裝甲旅的構想很好，然而卻缺乏偵搜能力與砲兵支援，在加上編裝太小，很難獨當一面，這些人員武器裝備如果直接撥給在東西兩線已損耗過大的裝甲師可能會更好。 
1944年9月到11月間各裝甲旅的裝甲化裝甲擲彈兵營的解編：
- 第101裝甲旅：第2101裝甲化裝甲擲彈兵營併入第20裝甲師
- 第102裝甲旅：第2102裝甲化裝甲擲彈兵營併入第7裝甲師
- 第103裝甲旅：第2103裝甲化裝甲擲彈兵營併入第5裝甲師
- 第104裝甲旅：第2104裝甲化裝甲擲彈兵營併入第25裝甲師
- 第105裝甲旅：第2105裝甲化裝甲擲彈兵營併入第9裝甲師
- 第107裝甲旅：第2107裝甲化裝甲擲彈兵營併入第25裝甲擲彈兵師
- 第108裝甲旅：第2108裝甲化裝甲擲彈兵營併入第116裝甲師
- 第109裝甲旅：第2109裝甲化裝甲擲彈兵營併入FHH裝甲師
- 第110裝甲旅：第2110裝甲化裝甲擲彈兵營併入第13裝甲師

其中第103裝甲旅旅部在1945年改編成明谢贝格裝甲師師部，而第106裝甲旅的殘部在1945年編入克劳塞维茨裝甲師。
1944年8月3日德軍發佈44年裝甲師基本編裝，除了第21裝甲師和裝甲教導師之外所有陸軍裝甲師都將依此編裝整編。在這個編裝編裝底下每個裝甲師有兩個團，兩個團各有兩個營，四個營當中只有一個營是裝甲化裝甲擲彈兵營，其他都是摩托化裝甲擲彈兵營。每個營五個連，其中一個是摩托化補給連。在團部直屬連對中包括第9連（自走重步兵砲連），第10連（工兵連）。這時候每個裝甲化步槍兵連的編裝如下： 
- 連部：兩輛SdKfz251/3指揮車，搭載連部人員
- 第1排：排部：一輛SdKfz251/17，搭載排部人員及一門兩公分機砲，三個班：每班一輛SdKfz251/1，一個班11人（含駕駛兵及通訊兵），一挺MG42輕機鎗
- 第2排： 同上
- 第3排：一輛SdKfz251/17，搭載排部人員及一門兩公分機砲，三個班：每班一輛SdKfz251/1，一個班11人（含駕駛兵及通訊兵），三挺MG34/MG42輕機鎗
- 重裝備排：排部：一輛SdKfz251/1，搭載排部人員，兩個重機槍班，每班兩輛SdKfz251/17，每輛搭載一門兩公分機砲，一挺MG42重機槍，一個中迫砲班，每班兩輛SdKfz251/2，每輛搭載一門8公分中迫砲，一個榴彈砲班，每班兩輛SdKfz251/9，每輛搭載一門7.5公分榴彈砲

裝甲化裝甲擲彈兵連的火力有七門兩公分機砲，四挺MG42重機鎗，兩門8公分重迫砲，兩門7.5公分榴彈砲，29挺MG42輕機鎗及23輛各式SdKfz251。這個編裝可以說是1944年7月11日44年裝甲旅裡面的裝甲化裝甲擲彈兵連的修改版，不同的是將戰防班取消，而在重機鎗班多一輛SdKfz251/17。可能的原因是單兵戰防武器鐵拳戰防火箭彈的發配（因為是可拋棄式武器，所以編裝表上沒有列出）。在重機鎗班中每輛SdKfz251/17除搭載一門兩公分機砲外還搭載一個重機鎗組。這個連的第1與第2排也是突擊排，每個突擊班的班長及班兵都是使用Stug44突擊鎗，而每個班的輕機槍只剩下SdKfz251上的一挺。而這時候摩托化裝甲擲彈兵連的火力有四門MG42重機鎗，兩門8公分重迫砲，及18挺MG34/MG42鎗機鎗。其裝甲化重裝備連的編裝為： 
- 連部：一輛SdKfz251/3指揮車，一輛SdKfz251/11通訊車，搭載連部人員
- 一個榴彈砲排：排部：一輛SdKfz251/3，一輛dKfz251彈藥搬運車，三個榴彈砲班，每班兩輛SdKfz251/9，每輛搭載一門7.5公分榴彈砲
- 一個重迫砲排：排部：一輛SdKfz251/1，兩個重迫砲砲班，每班兩輛SdKfz251/1牽引兩門12公分重迫砲

這個編裝可以說是1944年7月11日44年裝甲旅裡面的裝甲化重裝備連的縮小版，不過從編裝上看不出這個連到底有沒有編配火箭彈發射器（因為是可拋棄式武器，所以編裝表上沒有列出）。一個裝甲化重裝備連的火力有六門7.5公分榴彈砲，四門12公分重迫砲砲，六挺MG34/MG42輕機鎗及15輛各式SdKfz251。這時的摩托化重裝備連，在火力方面有一個重迫砲排，每個排四門12公分重迫砲，由SdKfz10半履帶牽引車來牽引，一個摩托化防空排，每個排有六門兩公分自走防空砲，搭載在SdKfz10半履帶牽引車或是中型越野卡車上。這時候所有的戰防砲都已經集中到戰防營，而所有的輕步兵砲也被7.5公分榴彈砲或是12公分重迫砲所取代。
如前所述，這個編裝可能無法落實在德軍裝甲師上。以1944年11月30日第2裝甲師的編裝表為例，當時的第2裝甲擲彈兵團第1營為裝甲化裝甲擲彈兵營，各連的火力如下：
- 第1連：14挺輕機鎗，三挺重機鎗，三門8公分中迫砲
- 第2連：14挺輕機鎗，三挺重機鎗，三門8公分中迫砲，兩門7.5公分榴彈砲
- 第3連：14挺輕機鎗，三挺重機鎗，四門8公分中迫砲
- 重裝備連：六挺輕機鎗，六門兩公分機砲

其中各連應該有的七輛SdKfz251/17其實是一輛也沒有，全部集中到重裝備連當中。而原本各連應該有的兩輛SdKfz251/9，只有第2連有，連重裝備連也沒有。而12公分重迫砲也是一門也沒有，到是各連的8公分中迫砲有多出一到兩門。全營總共有83輛各式SdKfz251步兵裝甲車。而原本也是裝甲化裝甲擲彈兵營的第304裝甲擲彈兵團第1營其各連的火力如下： 
- 第1連：12挺輕機鎗，三挺重機鎗，三門8公分中迫砲
- 第2連：同上
- 第3連：12挺輕機鎗，兩挺重機鎗，兩門8公分中迫砲
- 重裝備連：兩挺輕機鎗，六門兩公分機砲，六門8公分中迫砲

這個營更慘，在所有殘存的步兵裝甲車集中到第2裝甲擲彈兵團第1營之後，這個營連卡車或運兵車都不夠用，其第1到第3連的各擲彈兵排是騎腳踏車，而重裝備排和重裝備連才是用卡車或運兵車載運的。這個營的重裝備連一樣是缺乏12公分重迫砲而是以8公分中迫砲來取代。 
至於接收了44年裝甲旅當中的裝甲化裝甲擲彈兵營的裝甲師，其裝甲化裝甲擲彈兵團大體上維持原先的編裝。以第13裝甲師的第66裝甲擲彈兵團為例，在1944年12月1日該團有一個裝甲化裝甲擲彈兵營，一個摩托化裝甲擲彈兵營和一個自走重步兵砲連。其裝甲化裝甲擲彈兵營的實際戰力如下： 
- 營部
- 摩托化補給連
- 第1連：七挺輕機槍，一門中迫砲，兩門三連裝防空砲
- 第2連：五挺輕機槍，三門三連裝防空砲
- 第3連：10挺輕機槍，五門三連裝防空砲
- 第4連：兩挺輕機槍，12門三連裝防空砲
- 第5連（重裝備連）：六門重迫砲，六門7.5公分榴彈砲，25挺輕機槍，三門7.5公分戰防砲

總共有35輛SPW，20輛特殊型SPW，及22輛SPW251/21（三連裝防空砲車） 
其摩托化裝甲擲彈兵營的實際戰力如下： 
- 營部
- 摩托化補給連
- 第6連：四挺輕機槍
- 第7連：六挺輕機槍
- 第8連：四挺輕機槍及一挺重機槍
- 第9連（重裝備連）：一挺輕機槍，四門中迫砲，一門重迫砲，四門兩公分防空砲，兩門輕步兵砲，一門7.5公分戰防砲

兩個營的擲彈兵連武器裝備都不足額，重裝備連都沒有按照原有的編制表，這種現象在1944年很常見，因為並不是每個部隊都有發配到重迫砲，所以沒有重迫砲的部隊只好持續使用中迫砲或輕步兵砲，而戰防砲也還保留在某些重裝備連當中（當時第13裝甲獵兵營正在重新整補當中）。

### 1945年
1944年秋天到1945年初也出現了固定編制的裝甲軍團（或稱為新編裝甲軍團：Panzerkorps neuer Art），這種新編裝甲軍團只有兩個裝甲師/裝甲擲彈兵師，軍團直屬部隊包括一個半摩托化軍團輕步兵團（由兩個裝甲師/裝甲擲彈兵師的擲彈兵團中抽調出來編成），一個軍團野戰補充團（由兩個裝甲師/裝甲擲彈兵師的野戰補充營中抽調出來編成），一個摩托化砲兵團（兩個摩托化砲兵營），一個重戰車營，一個摩托化工兵營，一個軍團工兵指揮部，一個軍團砲兵指揮部，一個摩托化通訊營，一個摩托化補給團（由兩個裝甲師/裝甲擲彈兵師的後勤補給部隊中抽調出來編成）。這種新編裝甲軍團一方面是因應戰鬥人力的不足，不得不把師屬的後勤補給部隊集中到軍團底下，將節省出來的人力給戰鬥部隊使用，另一方面也是受到紅軍機械化軍團固定編裝的影響。不過實際上這種新編裝甲軍團的實際戰力只不過是一個加強裝甲師而已。按照新編裝甲軍團編成的部隊有： 
- 大德意志裝甲軍團（簡稱GD裝甲軍團）：大德意志裝甲擲彈兵師（以下簡稱GD裝甲擲彈兵師）和布蘭登堡裝甲擲彈兵師（簡稱BR裝甲擲彈兵師），其軍團直屬的擲彈兵團為GD裝甲燧石槍團（Panzer-Musketier-Regiment GD，這是為了和GD裝甲擲彈兵團及GD裝甲輕步兵團作區分）。而這個團實際上是由GD裝甲擲彈兵團及GD裝甲輕步兵團各抽調一個營所組成的，這使的兩個團從原先的三個營減為兩個營，GD裝甲擲彈兵師在1945年初就依照44年裝甲師基本編裝整編而與一般陸軍裝甲師類似了。

- 统帅堂裝甲軍團：FHH 1和FHH 2裝甲師（原先的统帅堂裝甲擲彈兵師（簡稱FHH裝甲擲彈兵師）及第13裝甲師，這個軍團事實上是到1945年2月才成立），其軍團直屬的擲彈兵團為FHH裝甲輕步兵團，預定是由FHH裝甲輕步兵團（原隸屬FHH裝甲擲彈兵師）及第93裝甲擲彈兵團（原隸屬第13裝甲師）抽調出來的兵力所組成，不過卻因為兵力不足的關係根本就沒有成立。而兩個裝甲師的兩個裝甲擲彈兵團也縮水成只有一個團（三個營）。

- 第24裝甲軍團：第16和17裝甲師，其軍團直屬的擲彈兵團為第79裝甲輕步兵團（原隸屬第16裝甲師的第79裝甲擲彈兵團），這個團是由第79裝甲擲彈兵團團部，第1營及第63裝甲擲彈兵團（原隸屬第17裝甲師）的第2營所共同組成。第16裝甲師只剩下第64裝甲擲彈兵團（第1營為裝甲化裝甲擲彈兵營，其餘兩個營為摩托化裝甲擲彈兵營，第3營是原第79裝甲擲彈兵團第2營），第17裝甲師只剩下第40裝甲擲彈兵團，第63裝甲擲彈兵團解編，團部改編為軍團野戰補充團團部，第1營則改編為第40裝甲擲彈兵團第3營，因此第40裝甲擲彈兵團也有三個營（半摩托化，第3營是騎腳踏車）。

還有一個預計要成立的新編裝甲軍團為元首裝甲軍團，包括元首擲彈兵師及元首護衛師，不過因為戰事吃緊來不及成立，後來是編配到其他裝甲軍團底下。另外一個是空軍的HG裝甲軍團，包括HG 1裝甲師及HG 2裝甲擲彈兵師。這個裝甲軍團的編裝略有不同，有一個摩托化防空砲兵團，一個摩托化軍團突擊營（相當於摩托化擲彈兵營），一個軍團砲兵指揮部，一個軍團工兵指揮部，一個重戰車營（應該沒有編成），其他後勤補給部隊則維持營級編制，並沒有團部。
1945年3月24日德軍發佈了45年裝甲師基本編裝，雖然還是維持了傳統的一個戰車團，兩個裝甲擲彈兵團，一個裝甲砲兵團和其他支援營隊的基本架構，不過戰車團是由一個混編戰車營和一個裝甲化裝甲擲彈兵營所組成，正如同44年裝甲旅一般。而兩個裝甲擲彈兵團則是半摩托化，除了機槍連和迫擊砲連有摩托化之外，其餘的裝甲擲彈兵連都是徒步或是騎腳踏車。這時候的裝甲化裝甲擲彈兵營只有三個連，連重裝備連都沒有。各裝甲化裝甲擲彈兵連的組成如下： 
- 連部：一輛SPW251/3和其他車輛搭載連部人員
- 第1排：排部：一輛SPW251/1搭載排部人員，三個班，每班有九名官兵搭乘一輛SPW251/1及三挺輕機槍
- 第2排：同上
- 防空砲班：三輛SPW251/21（共三門三連裝兩公分防空砲）

全連的火力有21挺輕機槍及三門三連裝兩公分防空砲，共有63名官兵。而徒步或是騎腳踏車的裝甲擲彈兵連的組成如下： 
- 連部：有一個戰防班，三門戰慄戰防火箭砲
- 第1排（突擊排）：三個班，配備StG44突擊步槍
- 第2排：三個班，每班有兩挺輕機槍
- 第3排：同上

全連的火力有12挺輕機槍及三門戰慄戰防火箭砲，共有97-110名官兵。這時候各連已經沒有重裝備排，各營也沒有重裝備連，取而代之的是摩托化重機槍連和摩托化迫擊砲連。摩托化重機槍連包括兩個重機槍排共8挺重機槍，及兩個防空排共六門兩公分防空砲。摩托化迫擊砲連包括一個重迫擊砲排（四門12公分重迫砲）及兩個中迫砲排（8門8公分中迫砲）。 
德軍在1945年成立了許多紙上裝甲師/裝甲擲彈兵師，也就是說名稱上是裝甲師/裝甲擲彈兵師，然而實際上卻只有旅級或團級的戰力。其中包括： 
- 元首護衛師（簡稱FBD）：1945年一月底由元首護衛旅改編而來，原來的元首護衛裝甲擲彈兵團改編為第100裝甲擲彈兵團，共三個營，第1營為裝甲化裝甲擲彈兵營，包括三個裝甲化裝甲擲彈兵連，一個裝甲化重裝備連，一個自走防空連。第2營為摩托化裝甲擲彈兵營，第3營為腳踏車化裝甲擲彈兵營。1945年四月初該團改編為FBD 1元首裝甲擲彈兵團，其詳細的情況不明。
- 元首擲彈兵師（簡稱FGD）：1945年初由元首擲彈兵旅改編而來，原來的元首擲彈兵團改編為第99裝甲擲彈兵團，共三個營，第1營為裝甲化裝甲擲彈兵營，包括三個裝甲化裝甲擲彈兵連，一個裝甲化重裝備連，其編裝與44年型獨立裝甲旅之裝甲化裝甲擲彈兵營類似，第2營為摩托化裝甲擲彈兵營，第3營為腳踏車化裝甲擲彈兵營。1945年四月初該團改編為FGD 3元首裝甲擲彈兵團，只剩下兩個營，第1營（裝甲化裝甲擲彈兵營）改編為FGD 2元首戰車團第2營。由Sommer腳踏車化擲彈兵團改編為FGD 4元首腳踏車化裝甲擲彈兵團。

這兩個師也是GD的嫡系部隊，到底要算是裝甲師還是裝甲擲彈兵師還有一些爭議，因為其基本架構是裝甲師（有戰車團，裝甲擲彈兵團，裝甲砲兵團等等），不過若是按照GD裝甲擲彈兵師的慣例（有裝甲師之實而冠裝甲擲彈兵師之名），這兩個師應該列入裝甲擲彈兵師比較妥當。GD嫡系部隊中的另兩個師級部隊為BR裝甲擲彈兵師和库尔马克裝甲擲彈兵師，這兩個師也都有戰車團。
- 明谢贝格裝甲師：東部戰線最後成立的裝甲師，1945年三月由同名的裝甲旅改編而成，其前身為第103裝甲旅旅部（44年制獨立裝甲旅的餘孽）。明谢贝格 1和明谢贝格 2裝甲擲彈兵團是由第9軍的補充部隊所組成，共有五個營，半摩托化，詳細情況不明。
- 克劳塞维茨裝甲師：德軍最後成立的裝甲師，依照45年制裝甲師標準編裝編成。1945年四月由荷尔施泰因裝甲師師部改編，包括第106克劳塞维茨混編戰車團，是由第106裝甲旅旅部所改編（又是44年裝甲旅的餘孽），第1營為原第2106戰車營殘部及Putlos教導戰車營所改編，第2營為裝甲化裝甲擲彈兵營，是由FHH補充及訓練團所組成的FHH 1戰車團第2營改編而來（1945年三月FHH 1裝甲師重建後，這個營可能根本都還沒歸建，就已經被編入克劳塞维茨裝甲師了）。第42裝甲擲彈兵團，由第233預備裝甲師改編而來，兩個徒步裝甲擲彈兵營，另一個團是FHH裝甲擲彈兵補充及訓練團改編，兩個徒步裝甲擲彈兵營。
- 荷尔施泰因裝甲師：1945年二月中成立，大部分的部隊是由第233預備裝甲師所改編，包括第139，142裝甲擲彈兵團（由第83，三預備裝甲擲彈兵團所改編），各兩個營，其中第142裝甲擲彈兵團第1營為裝甲化裝甲擲彈兵營，其餘三個營為摩托化裝甲擲彈兵營。四月初大部分的部隊都被第18裝甲擲彈兵師所吸收，師部則改編為克劳塞维茨裝甲師師部。
- 於特博格裝甲師：1945年二月中成立，由於特博格訓練基地的官兵所組成，包括於特博格裝甲擲彈兵團，兩個營外加一個工兵連，一個防砲連，詳細情況不明。二月底三月初被第16裝甲師所吸收。
- 西里西亚裝甲師：1945年一月底成立，由第178預備裝甲師所改編，包括西里西亚裝甲擲彈兵團（半摩托化），由第128裝甲擲彈兵補充團改編而成，共三個營。1945年四月初被第18裝甲擲彈兵師所吸收。

到了大戰末期德軍裝甲師的戰車已經不足到要用步兵裝甲車來填補戰車不足的窘境，裝甲化裝甲擲彈兵所扮演的角色也因此日趨重要。

## 武裝党卫军
武裝党卫军前後總共成立7個裝甲師，依其成軍淵源可分為兩群，一群是在1943年以前就成軍的四個党卫军摩托化師，分別是希特勒警卫旗队（LSSAH），帝国（Das Reich），骷髅（Totenkopf）和维京（Wiking）；另一群是在1943年以後才成軍的三個党卫军裝甲擲彈兵師，分別是霍亨斯陶芬（Hohenstaufen），卡尔大帝（Karl der Grosse，後來的第10党卫军裝甲師）以及希特勒青年团（Hitlerjugend）。 
第1群的四個師都是由党卫军摩托化師改編為党卫军裝甲擲彈兵師，再改編為党卫军裝甲師。党卫军摩托化師與陸軍摩托化步兵師類似，都是兩個摩托化步兵團六個摩托化步兵營，不過自1942年開始就成立戰車營，之後成立戰車團，大約在1942年底紛紛改編為党卫军裝甲擲彈兵師，除了維持兩個摩托化擲彈兵團六個摩托化擲彈兵營之外（其中一個營開始換裝步兵裝甲車），還有一個戰車團正在編成當中，所以在庫爾斯克會戰時，希特勒警卫旗队师、帝国师和骷髅师都是以党卫军裝甲擲彈兵師的名號參戰，其戰力相當於當時陸軍的大德意志裝甲擲彈兵師。到1943年底才紛紛改編為党卫军裝甲師。不過改編為党卫军裝甲師之後仍舊維持兩個裝甲擲彈兵團六個裝甲擲彈兵營（其中一個營是配備裝步兵裝甲車），不像其它陸軍摩托化步兵師或裝甲擲彈兵師改編為裝甲師之後其兩個摩托化步兵團都從六個營減為四個營，因此党卫军裝甲師的裝甲擲彈兵戰力是比陸軍裝甲師還強大。 
第2群的三個師在成立時就是以党卫军裝甲擲彈兵師為班底，都是兩個摩托化擲彈兵團六個摩托化擲彈兵營（其中一個營配備步兵裝甲車），之後再成立戰車團，改編為党卫军裝甲師，同樣也保有原來摩托化擲彈兵團的規模。所以基本上西部戰線党卫军裝甲師的戰力在1944年6月在團級戰力上約包括一個戰車團（一個四號戰車營和一個豹式戰車營，第10党卫军裝甲師除外），兩個裝甲擲彈兵團（各三個營，不過基本上只有一個營是配備步兵裝甲車，其餘則搭乘卡車或運兵車），一個裝甲砲兵團（四個營，一個自走化裝甲砲兵營，兩個摩托化輕砲兵營和一個摩托化重砲兵營）。不過各裝甲擲彈兵團團部的直屬連隊則比陸軍還多，陸軍裝甲擲彈兵團團部的直屬連隊為一個步兵砲連和一個工兵連，所以每個團總共有10個連；在党卫军裝甲擲彈兵團團部的直屬連隊除步兵砲連和工兵連之外還包括防砲連，戰防連甚至是機車偵搜連，有些團可以達到16個連，相當於四個營的兵力。 
党卫军裝甲師的裝甲擲彈兵團配備步兵裝甲車之情況如下： 
- 第1党卫军裝甲師：第1党卫军裝擲團（LSSAH），在諾曼底戰役時第1營曾部份配備步兵裝甲車；第2党卫军裝擲團（LSSAH），第3營1942年10月換裝步兵裝甲車
- 第2党卫军裝甲師：第3党卫军裝擲團德意志兰（Deutschland），僅第1連自1942年10月換裝步兵裝甲車；第4党卫军裝擲團元首（Der Fuehrer），第3營1942年10月換裝步兵裝甲車
- 第3党卫军裝甲師：第6党卫军裝擲團，第3營自1943年6月換裝步兵裝甲車
- 第5党卫军裝甲師：第9党卫军裝擲團日耳曼尼亚（Germania），第3營自1943年底換裝步兵裝甲車
- 第9党卫军裝甲師：第20党卫军裝擲團，第3營自1943年10月換裝步兵裝甲車
- 第10党卫军裝甲師：第21党卫军裝擲團，第1營自1943年10月換裝步兵裝甲車
- 第12党卫军裝甲師：第25党卫军裝擲團，在諾曼底戰役時第1營曾部份配備步兵裝甲車；第26党卫军裝擲團，第3營自1943年10月換裝步兵裝甲車

長久以來一直有一種迷思，認為党卫军裝甲師的戰力比一般陸軍裝甲師來得強大，當然如果論官兵數和武器裝備數量而言似乎理應如此，但是党卫军裝甲師較為強大的理由到底在那裡？似乎很少有作者討論。若以1944年6月之前西線的党卫军裝甲師與一般陸軍裝甲師來比較的話可以發現，在戰車方面兩者質量相差並不大（第10党卫军裝甲師除外），都是一個戰車團下轄一個四號戰車營及一個豹式戰車營，在裝甲擲彈兵方面党卫军裝甲師似乎略勝一籌，總共有六個營又有比陸軍裝甲師更多的團部直屬連隊（包括兩個防砲連），然而大部份的党卫军裝甲師仍舊只有一個配備步兵裝甲車的裝甲化裝甲擲彈兵營，因此可以隨戰車機動作戰的擲彈兵並沒有隨著營數的增加而增加，在砲兵方面党卫军裝甲師也是略勝一籌，比陸軍裝甲師多一個摩托化輕砲兵營，然而同樣可以隨戰車機動的裝甲砲兵並沒有隨著營數的增加而增加，在戰防武力方面党卫军裝甲師是以突擊砲營取代戰防營，而其原戰防營中的戰防砲則是分散到各裝甲擲彈兵營的重裝備連當中，有些團是有一個戰防連而各重裝備連各有一個戰防排，最多可有24門戰防砲，最少是12門戰防砲。不過可惜的是這些戰防砲都需車輛牽引，並不具自走能力，在防禦作戰中自然是可以構築戰防陣地，不過在攻勢作戰中若是遇到敵軍戰車逆襲，要等戰防砲架好可能敵軍戰車已經壓過來了。因此不論在戰防砲或是突擊砲的數量都較一般陸軍裝甲師的戰防砲及驅逐戰車為多，此外兩個党卫军裝甲師還有一個火箭砲營，其餘則差異不大。
如果以戰鬥群的編組來看，在党卫军裝甲師內組成戰鬥群，以戰車團及配備步兵裝甲車的裝甲擲彈兵營和一個裝甲砲兵營所組成的全裝甲化戰鬥群與一般陸軍裝甲師所組成的相似戰鬥群戰力應在伯仲之間，另外五個摩托化裝甲擲彈兵營似乎就有點累贅了。不過換個角度來看，党卫军裝甲師的確比陸軍裝甲師多兩個摩托化裝甲擲彈兵營和裝擲團直屬連隊做為預備隊，不論是在攻勢或守勢作戰。在守勢作戰中不論是党卫军裝甲師或是陸軍裝甲師的摩托化裝甲擲彈兵營負責陣地防禦，在党卫军裝甲師中就多兩個摩托化裝甲擲彈兵營可以防守或是充做預備隊，戰防砲則分配到各營防區內，當敵軍戰車突破防線時則出動突擊砲進行戰防作戰，以防止敵軍戰車深入後方防區，若敵軍攻勢失利則出動戰車及步兵裝甲車進行反擊。
另外從後勤補給的角度來看，党卫军裝甲師的補給營有六個載重量120頓級的摩托化運輸縱隊，一個保修連和一個補給連，和陸軍裝甲師比起來其運補能力只多了120公噸，若以陸軍裝甲師官兵總數13700人與600頓運補能力來概算的話，武裝党卫军裝甲師官兵總數17200人（實際上常超過此數）來概算的話，最少需要750噸的運補能力，因此更多的官兵表示要花更多的卡車和運兵車來運輸，然而對實際的機動作戰（卡車和運兵車並不適合和戰車一起作戰）並沒有實質的幫助，反而還增加後勤補給的負擔（意味更多的油料和備份零件）。所以若是以整體戰鬥效率而言，党卫军裝甲師似乎只和一般陸軍裝甲師不相上下。